# Allen Type 41
L'Allen Type 41 est une automobile du constructeur américain Allen Motor Company (de).

## Production
L’entreprise basée à Columbus (Ohio) a commencé à produire des automobiles en 1913. Le nom de la marque était Allen. Le moteur quatre cylindres avait 2317 cm³ avec un alésage de 76,2 mm et une course de 127 mm. L’automobile à cinq places avait un empattement de 2845 mm et une largeur de voie de 1422 mm. Les freins n’agissaient que sur les roues arrière. Le véhicule à conduite à gauche n’était disponible qu’en deux couleurs. Soit en marron, soit en vert. Les jantes des rayons étaient en bois.
Le système électrique a été conçu pour 6 V. La boîte de vitesses avait trois vitesses. Le Type 41 n’a été produit qu’en 1918 et 1919. Pour le Type 41, les numéros de série 18001 à 21506 ont été pré-attribués, ce qui est suffisant pour les véhicules 3505 Type 41. Il y a un écart de 428 véhicules entre le chiffre de production annuel et les numéros de châssis. La Type 41 était disponible en 1918 en tant que Touring cinq places, berline cinq places et roadster quatre places. En 1919, seules les cinq places Touring et Sedan sont produites.

## Chiffre de Production
| Année | Chiffre de Production Allen |         |
| ----- | --------------------------- | ------- |
| 1913  | 137                         |         |
| 1914  | 755                         |         |
| 1915  | 1.734                       |         |
| 1916  | 1.810                       |         |
| 1917  | 1.723                       |         |
| 1918  | 1.922                       | Type 41 |
| 1919  | 2.011                       | Type 41 |
| 1920  | 2.237                       |         |
| 1921  | 1.316                       |         |
| 1922  | 386                         |         |
| total | 14.031                      |         |